# مطار دنفر الدولي
مطار دنفر الدولي (بالإنجليزية: Denver International Airport) (إياتا: DEN، إيكاو: KDEN) هو مطار دولي يقع في دنفر في ولاية كولورادو الأمريكية ويعتبر الأكثر نشاطاً في هذه المدينة. ويبعد عن وسط مدينة دنفر بحوالي 40 كيلومتر. يغطي المطار مساحة 33.531 فدان (52.4 ميل مربع، 135.7 كيلومتر مربع)، وهو أكبر مطار في أمريكا الشمالية من حيث المساحة وثاني أكبر مطار في العالم بعد مطار الملك فهد الدولي. المدرج 16R/34L، الذي يبلغ طوله 16,000 قدم (3.03 ميل، 4.88 كم)، هو أطول مدرج في أمريكا الشمالية وسابع أطول مدرج في العالم. يُعد المطار أكبر «رب عمل» في ولاية كولورادو، إذ يوظف أكثر من 35,000 شخص. يقع المطار على الطرف الغربي من السهول الكبرى وعلى مرمى البصر من نطاق الجبهة في جبال الروكي.
افتتح المطار في عام 1995، يسيّر مطار دنفر الدولي حاليًا رحلاته إلى 215 وجهة عن طريق 23 شركة طيران مختلفة من جميع أنحاء أمريكا الشمالية وأمريكا اللاتينية وأوروبا وآسيا؛ هو رابع مطار في الولايات المتحدة يتجاوز 200 وجهة. يمتلك ثاني أكبر شبكة محلية، مع 189 وجهة في الولايات المتحدة. اعتبارًا من 2019، عُد مطار دنفر الدولي المطار الثامن عشر بين أكثر المطارات ازدحامًا في العالم، وخامس أكثر المطارات ازدحامًا في الولايات المتحدة. خدم مطار دنفر الدولي 69015703 راكبًا في عام 2019، وهو الرقم الأكبر في تاريخ المطارات. بل هو أيضًا أكثر المطارات ازدحامًا في المناطق الداخلية الغربية للولايات المتحدة.
يُعد المطار مركزًا لكل من خطوط فرونتير الجوية والخطوط الجوية المتحدة وأيضًا قاعدة التشغيل الرئيسية لخطوط ساوث ويست الجوية. حققت الرحلات المشتركة بين هذه الخطوط الثلاثة نحو 85% من إجمالي حركة المسافرين في مطار دبي الدولي منذ شهر ديسمبر عام 2018.

## نبذة تاريخية

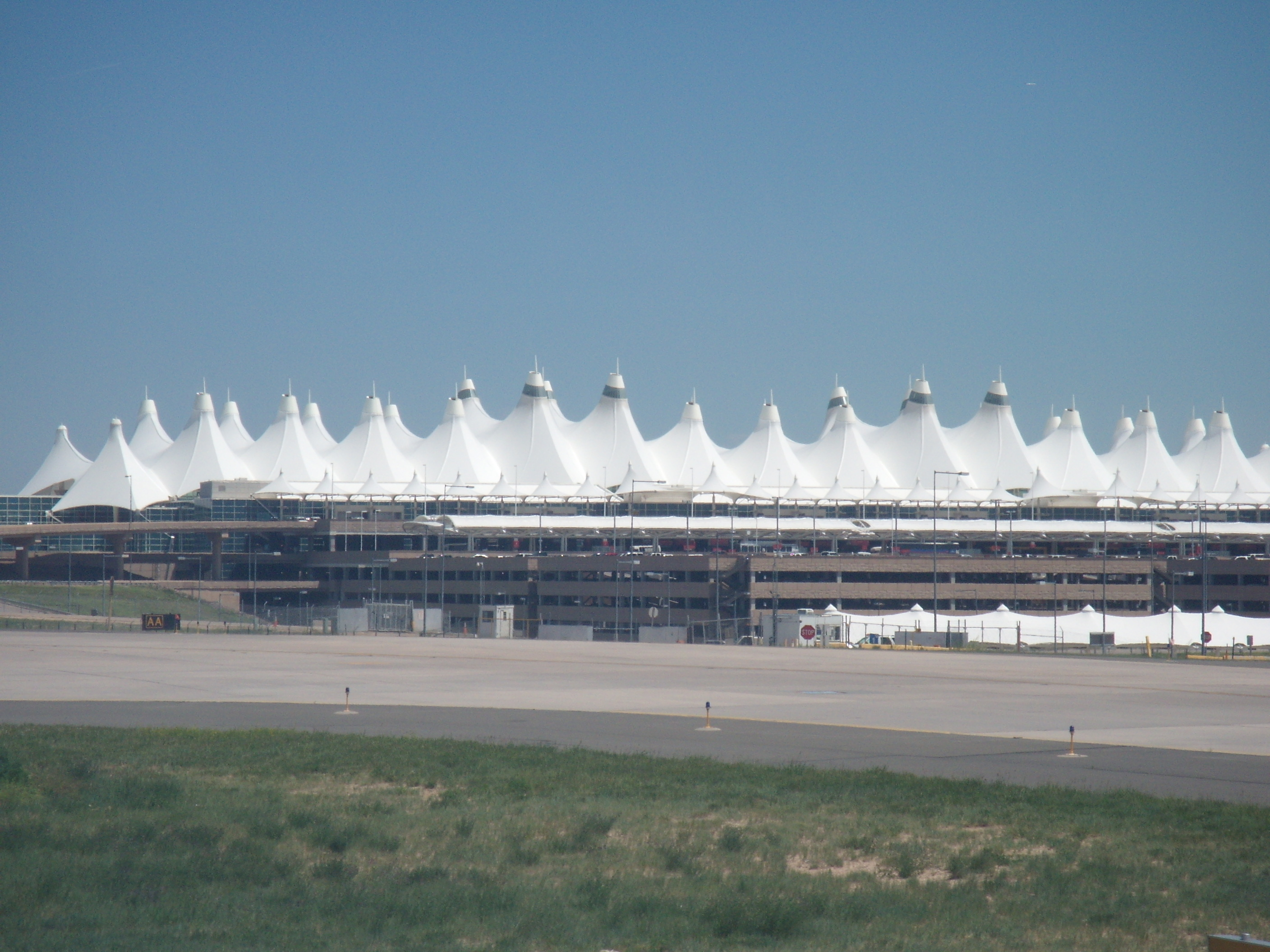
استوحي تصميم مبنى المطار ليأخذ شكل جبال روكي

كانت مدينة دنفر تقليديًا موطنًا لواحد من أكثر المطارات ازدحامًا في البلاد بسبب موقعها. تعاقدت مع العديد من شركات الطيران، بما في ذلك خطوط فرونتير الجوية والخطوط الجوية المتحدة وخطوط ساوث ويست الجوية وخطوط بيبول اكسبرس الجوية في مطار ستابلتون الدولي القديم. في بعض الأحيان، كان ستابلتون مركزًا لثلاث أو أربع شركات طيران. ومن الأسباب التي بررت بناء مطار دنفر الدولي الجديد أن المساحة كانت محدودة بشدة في ستابلتون، وكانت مدارجه غير قادرة على التعامل بكفاءة مع نمط الطقس والرياح في دنفر، ما تسبب في تعطل السفر إلى انحاء البلاد مرات عدة.
من عام 1980 إلى عام 1983، فحص المجلس الإقليمي لحكومة دنفر (دي آر سي أو جي) ستة مواقع من أجل اختيار منطقة جديدة لبناء المطار في شمال وشرق دنفر. في سبتمبر 1989، تحت قيادة رئيس بلدية دنفر فيديريكو بينا، أذن المسؤولون الاتحاديون وأنفقوا أول 60 مليون دولار (أي ما يعادل 124 مليون دولار في يومنا هذا) من أجل بناء (دي إي إي). وبعد عامين، ورث العمدة ولينغتون ويب المشروع العملاق الذي كان مقرر افتتاحه في 29 أكتوبر 1993.
نجم التأخير المتكرر عن سوء تخطيط وتصميم بسبب المتطلبات المتغيرة من الخطوط الجوية المتحدة الأمر الذي أدى إلى تأجيل عمدة ويب الافتتاح مرة أخرى إلى الأول من يناير 1993، وأُجل بعد ذلك إلى مارس 1994. وبحلول سبتمبر 1993، حصل تأخير بسبب الإضرابات وغيرها من المناسبات وقد أُجل الافتتاح مرة أخرى إلى 15 مايو 1994. وفي أبريل 1994، دعت المدينة الصحفيين لمراقبة أول اختبار لنظام الأمتعة الآلي الجديد. وشاهد الصحفيون مشاهد من الملابس والأمتعة الشخصية الأخرى المنتشرة تحت مسارات النظام، بينما قام المشغلون الذين نقلوا الأمتعة من الحزام إلى الحزام في الغالب بإلقاء الأمتعة من النظام مباشرة بدلًا من ذلك. ألغى رئيس البلدية الافتتاح المخطط في 15 مايو. استمر تطوير نظام الأمتعة إلى أن أصبح سهل الصيانة وأنهي أخيرًا في سبتمبر 2005، مع بقاء النظام اليدوي لحمل الحقائب وأمتعة الركاب.

في 25 سبتمبر 1994، استضاف المطار رحلات فلاي-إن من عدة مئات من طائرات الطيران العام، وجرى توفير الطيارين مع إتاحة فرص فريدة للعمل داخل وخارج المطار الجديد، بالإضافة إلى التجول سيرًا على الأقدام والنظر في المرافق الجانبية - بما فيها نظام الأمتعة، الذي كان ما يزال تحت الاختبار. أخذ مشغلو إدارة الطيران الفدرالية (إف أيه أيه) الأفضلية في حدث إجراء الاختبارات، وتحققوا من وجود مشاكل في تغطية الراديو وتحرك الطائرات حولها وبين المباني. استبدل (دي إي إن) ستابلتون أخيرًا في 28 فبراير 1995، بعد 16 شهرًا من الموعد المحدد وبتكلفة قدرها 4.8 مليار دولار (ما يعادل 8.1 مليار دولار في يومنا هذا)، ما يقرب من ملياري دولار على الميزانية (3.4 مليار دولار في يومنا هذا). وظف البناء 11 ألف عامل. كانت رحلة الخطوط الجوية المتحدة رقم 1062 إلى مطار كانساس سيتي الدولي الرحلة الأولى الخارجة من (دي آي أيه) والرحلة رقم 1474 من كولورادو سبرينغز الأولى القادمة إلى المطار الجديد.

صورة جوية للمطار

## شركات الطيران والوجهات
| شركـات طيـران            | الوجهات | Refs   |
| ------------------------ | --- | ------ |
| أير لينغس                | مطار دبلن الدولي (تبدأ في 17 مايو 2024) | [ 11 ] |
| طيران المكسيك            | مطار بينيتو خواريز الدولي | [ 12 ] |
| طيران كندا               | مطار مونتريال الدولي، مطار تورونتو بيرسون الدولي، مطار فانكوفر الدولي | [ 13 ] |
| الخطوط الجوية الفرنسية   | موسمي: مطار باريس شارل ديغول | [ 14 ] |
| خطوط آلاسكا الجوية       | مطار بورتلاند الدولي، مطار سياتل تاكوما الدولي موسمي: مطار تيد ستيفنز أنكوراج الدولي | [ 15 ] |
| أليجانت للطيران          | Allentown، Appleton، Cincinnati موسمي: Asheville، Knoxville، Peoria | [ 16 ] |
| الخطوط الجوية الأمريكية  | مطار أوستن برغستروم الدولي، مطار شارلوت دوغلاس الدولي، مطار أوهير الدولي، مطار دالاس فورت ورث الدولي، مطار ميامي الدولي، مطار فيلادلفيا الدولي، مطار فينيكس سكاي هاربر الدولي | [ 17 ] |
| إمريكان إيغل             | مطار لوس أنجلوس الدولي، مطار فينيكس سكاي هاربر الدولي | [ 17 ] |
| الخطوط الجوية البريطانية | مطار لندن هيثرو | [ 18 ] |
| Cayman Airways           | موسمي: مطار أوين روبرتس الدولي | [ 19 ] |
| خطوط كوبا الجوية         | مطار توكومين الدولي | [ 20 ] |
| خطوط دلتا الجوية         | مطار هارتسفيلد جاكسون، مطار لوجان الدولي، Cincinnati، مطار ديترويت، مطار لوس أنجلوس الدولي، مطار منيابولس سانت بول الدولي، مطار جون إف كينيدي الدولي، مطار لاغوارديا، مطار سولت ليك سيتي الدولي، مطار سياتل تاكوما الدولي | [ 21 ] |
| Denver Air Connection    | Alamosa، Alliance، Clovis (NM) ‏، Cortez، Kearney، McCook، Pierre، Telluride (CO) ‏، Watertown (SD) ‏ | [ 22 ] |
| إديلويس إير              | موسمي: مطار زيورخ الدولي | [ 23 ] |
| خطوط فرونتير الجوية      | مطار هارتسفيلد جاكسون، مطار أوستن برغستروم الدولي، Cancún، Cedar Rapids/Iowa City ‏، مطار شارلوت دوغلاس الدولي، مطار ميدواي الدولي، Cincinnati، Cleveland، Columbus–Glenn، Cozumel، مطار دالاس فورت ورث الدولي، Des Moines ‏، مطار ديترويت، El Paso ‏، Fargo، Fayetteville/Bentonville، Houston–Hobby، مطار جورج بوش الدولي، مطار إنديانابوليس الدولي، Kansas City ‏، Knoxville، مطار هاري ريد الدولي، مطار ليتل روك الدولي، Louisville، Madison، مطار ممفيس الدولي، مطار ميامي الدولي، Milwaukee، مطار منيابولس سانت بول الدولي، مطار ناشفيل الدولي، مطار نيو اورليانز لويس أرمسترونغ الدولي، Oklahoma City ‏، Omaha، Ontario، Orange County ‏، مطار أورلاندو الدولي، Pensacola، مطار فيلادلفيا الدولي، مطار فينيكس سكاي هاربر الدولي، مطار بيتسبرغ الدولي ‏، مطار بورتلاند الدولي، Raleigh/Durham، Sacramento، مطار سولت ليك سيتي الدولي، مطار سان أنطونيو الدولي، مطار سان دييغو الدولي، مطار سان فرانسيسكو الدولي، San José del Cabo ‏، مطار سياتل تاكوما الدولي، مطار سانت لويس الدولي، مطار تامبا الدولي، مطار رونالد ريغان الوطني موسمي: مطار بالتيمور واشنطن الدولي، Bloomington/Normal، Branson، Charleston (SC) ‏، Fort Myers ‏، Glacier Park/Kalispell ‏، Grand Junction ‏، Grand Rapids ‏، Green Bay ‏، مطار هاريسبورغ الدولي ‏، مطار جاكسونفيل الدولي، Missoula، مطار سانجستر الدولي، Puerto Vallarta ‏، Savannah، Sioux Falls ‏، Syracuse | [ 24 ] |
| طيران آيسلندا            | موسمي: مطار كيفلافيك الدولي | [ 25 ] |
| خطوط جيت بلو الجوية      | مطار لوجان الدولي، مطار جون إف كينيدي الدولي، مطار لاغوارديا | [ 26 ] |
| لوفتهانزا                | مطار فرانكفورت، مطار ميونخ الدولي | [ 27 ] |
| Southern Airways Express | Chadron، Pueblo | [ 28 ] |
| خطوط ساوث ويست الجوية    | Albany، Albuquerque، مطار هارتسفيلد جاكسون، مطار أوستن برغستروم الدولي، مطار بالتيمور واشنطن الدولي، Birmingham (AL) ‏، Boise، مطار لوجان الدولي، Bozeman، مطار بوفالو نياغارا الدولي ‏، Burbank، Cancún، مطار شارلوت دوغلاس الدولي، مطار ميدواي الدولي، مطار أوهير الدولي، Cincinnati، Cleveland، Colorado Springs ‏، Columbus–Glenn، Dallas–Love، Des Moines ‏، مطار ديترويت، El Paso ‏، Eugene، Fort Lauderdale ‏، Fresno، Grand Rapids ‏، Hartford، Hayden/Steamboat Springs ‏، Houston–Hobby، مطار جورج بوش الدولي، مطار إنديانابوليس الدولي، مطار جاكسونفيل الدولي، Kansas City ‏، مطار هاري ريد الدولي، مطار ليتل روك الدولي، Long Beach ‏، مطار لوس أنجلوس الدولي، Louisville، Lubbock، مطار ممفيس الدولي، مطار ميامي الدولي، Milwaukee، مطار منيابولس سانت بول الدولي، Montrose، مطار ناشفيل الدولي، مطار نيو اورليانز لويس أرمسترونغ الدولي، مطار لاغوارديا، مطار أوكلاند الدولي (الولايات المتحدة)، Oklahoma City ‏، Omaha، Ontario، Orange County (CA) ‏، مطار أورلاندو الدولي، Palm Springs ‏، مطار فيلادلفيا الدولي، مطار فينيكس سكاي هاربر الدولي، مطار بيتسبرغ الدولي ‏، مطار بورتلاند الدولي، Puerto Vallarta ‏، Raleigh/Durham، مطار رينو تاهو الدولي، Richmond، Sacramento، مطار سولت ليك سيتي الدولي، مطار سان أنطونيو الدولي، مطار سان دييغو الدولي، مطار سان فرانسيسكو الدولي، مطار سان خوسيه الدولي، San José del Cabo ‏، Santa Barbara ‏، مطار سياتل تاكوما الدولي، Spokane، مطار سانت لويس الدولي، مطار تامبا الدولي، مطار توسان الدولي، Tulsa، مطار واشنطن دولس الدولي، Wichita موسمي: Amarillo، Belize City ‏، Bellingham، Charleston (SC) ‏، Cozumel، Fort Myers ‏، Greenville/Spartanburg (تبدأ في 8 يونيو 2024)، Liberia (CR) ‏، Midland/Odessa، Myrtle Beach ‏، Norfolk، Panama City (FL) ‏، Pensacola، Providence (تستأنف في 8 يونيو 2024)، مطار خوان سانتاماريا الدولي، Sarasota، Savannah | [ 33 ] |
| خطوط سبيريت الجوية       | Fort Lauderdale ‏، مطار هاري ريد الدولي، مطار ميامي الدولي موسمي: مطار دالاس فورت ورث الدولي | [ 34 ] |
| خطوط بلاد الشمس الجوية   | مطار منيابولس سانت بول الدولي | [ 35 ] |
| الخطوط الجوية المتحدة    | Albuquerque، مطار تيد ستيفنز أنكوراج الدولي، مطار هارتسفيلد جاكسون، مطار أوستن برغستروم الدولي، مطار بالتيمور واشنطن الدولي، Billings، Boise، مطار لوجان الدولي، Bozeman، Burbank، مطار كالغاري الدولي، Cancún، Cedar Rapids/Iowa City ‏، Charleston (SC) ‏، مطار شارلوت دوغلاس الدولي، مطار أوهير الدولي، Cincinnati، Cleveland، Colorado Springs ‏، Columbus–Glenn، مطار دالاس فورت ورث الدولي، Des Moines ‏، مطار ديترويت، Durango (CO) ‏، El Paso ‏، Eugene، Fargo (begins May 23، 2024)،[بحاجة لمصدر] Fort Lauderdale ‏، Fort Myers ‏، مطار فرانكفورت، Fresno، Glacier Park/Kalispell ‏، Grand Rapids ‏، Grand Junction ‏، Hartford، مطار هونولولو الدولي، مطار جورج بوش الدولي، مطار إنديانابوليس الدولي، Jackson Hole ‏، مطار جاكسونفيل الدولي، Kahului، Kailua-Kona، Kansas City ‏، مطار هاري ريد الدولي، Lihue، مطار لندن هيثرو، مطار لوس أنجلوس الدولي، Louisville، Madison، Medford، مطار ممفيس الدولي، مطار ميامي الدولي، Milwaukee، مطار منيابولس سانت بول الدولي، Missoula، مطار سانجستر الدولي (تبدأ في 4 نوفمبر 2023)، مطار ميونخ الدولي، مطار ناشفيل الدولي، مطار نيوآرك ليبرتي الدولي، مطار نيو اورليانز لويس أرمسترونغ الدولي، مطار لاغوارديا، Norfolk، Oklahoma City ‏، Omaha، Ontario، Orange County ‏، مطار أورلاندو الدولي، مطار فيلادلفيا الدولي، مطار فينيكس سكاي هاربر الدولي، مطار بيتسبرغ الدولي ‏، مطار بورتلاند الدولي، Puerto Vallarta ‏، Raleigh/Durham، Rapid City ‏، Redmond/Bend، مطار رينو تاهو الدولي، Richmond، Sacramento، مطار سولت ليك سيتي الدولي، مطار سان أنطونيو الدولي، مطار سان دييغو الدولي، مطار سان فرانسيسكو الدولي، مطار سان خوسيه الدولي، San José del Cabo ‏، مطار لويس مارين مونيوز، Santa Barbara ‏، Savannah، مطار سياتل تاكوما الدولي، Sioux Falls ‏، Spokane، مطار سانت لويس الدولي، Syracuse، مطار تامبا الدولي، مطار ناريتا الدولي، مطار تورونتو بيرسون الدولي، مطار توسان الدولي، Tulsa، مطار فانكوفر الدولي، مطار واشنطن دولس الدولي، مطار رونالد ريغان الوطني، Wichita موسمي: Belize City ‏، Burlington (VT) ‏، Cozumel، Great Falls ‏، Hayden/Steamboat Springs ‏، Liberia (CR) ‏، Montrose، Nassau، Palm Springs ‏، Portland (ME) ‏، Roatán، مطار خوان سانتاماريا الدولي، Sarasota، Traverse City ‏ | [ 37 ] |
| United Express           | Albuquerque، Amarillo، Appleton، Asheville، Aspen، Bakersfield، Billings، Birmingham (AL) ‏، Bismarck، Bozeman، Casper، Cody، Colorado Springs ‏، مطار دالاس فورت ورث الدولي، Dayton، Des Moines ‏، Devils Lake ‏، Dickinson، Dodge City ‏، Durango (CO) ‏، Eagle/Vail، Edmonton، El Paso ‏، Eureka، Fargo، Fayetteville/Bentonville، Fresno، Gillette، Glacier Park/Kalispell ‏، Grand Junction ‏، Greensboro، Greenville/Spartanburg، Gunnison/Crested Butte ‏، Hayden/Steamboat Springs ‏، Hays، Helena، Hobbs، مطار هنتسفيل الدولي، Idaho Falls ‏، Jackson Hole ‏، Jamestown (ND) ‏، Joplin، Kansas City ‏، Knoxville، Laramie، Lewiston، Lexington، Liberal، Lincoln، مطار ليتل روك الدولي، Louisville، Lubbock، Midland/Odessa، Minot، Missoula، Moab (تنتهي في 31 يناير 2024)، Moline/Quad Cities ‏، Monterey، Montrose، North Platte ‏، Oklahoma City ‏، Omaha، Palm Springs ‏، مطار فينيكس سكاي هاربر الدولي، Prescott، Rapid City ‏، مطار رينو تاهو الدولي، Riverton، Rock Springs ‏، Salina، مطار سولت ليك سيتي الدولي، San Luis Obispo ‏، Santa Barbara ‏، Santa Fe ‏، Scottsbluff، Sheridan (WY) ‏، Shreveport، مطار سيوكس سيتي، Sioux Falls ‏، Springfield/Branson، St. George (UT) ‏، Tri-Cities (WA) ‏، مطار توسان الدولي، Tulsa، Vernal (تنتهي في 31 يناير 2023)، Wichita، Williston (ND) ‏ موسمي: Bishop، Boise، Cheyenne، Great Falls ‏، North Bend/Coos Bay ‏، Panama City (FL) ‏، Pensacola، Sarasota، Sun Valley ‏، Traverse City ‏، West Yellowstone ‏ | [ 37 ] |
| Viva Aerobus             | Monterrey (تبدأ في 25 يناير 2024) | [ 39 ] |
| Volaris                  | Chihuahua، مطار غوادالاخارا الدولي، مطار بينيتو خواريز الدولي | [ 40 ] |
| ويست جت إيرلاينز ‏        | موسمي: مطار كالغاري الدولي | [ 41 ] |

## الإحصائيات

### أهم الوجهات
| الرتبة | المدينة                       | الركاب    | الناقل                                                |
| ------ | ----------------------------- | --------- | ----------------------------------------------------- |
| 1      | مطار هاري ريد الدولي          | 1,177,000 | فرونتير، ساوث ويست، سيبريت، المتحدة                   |
| 2      | مطار فينيكس سكاي هاربر الدولي | 1,148,000 | الأمريكية، فرونتير، ساوث ويست، المتحدة                |
| 3      | مطار أوهير الدولي             | 986,000   | الأمريكية، فرونتير، ساوث ويست، سيبريت، المتحدة        |
| 4      | مطار لوس أنجلوس الدولي        | 924,000   | الأمريكية، دلتا، فرونتير، ساوث ويست، سيبريت، المتحدة  |
| 5      | مطار هارتسفيلد جاكسون         | 890,000   | دلتا، فرونتير، ساوث ويست، سيبريت، المتحدة             |
| 6      | مطار سان فرانسيسكو الدولي     | 872,000   | فرونتير، ساوث ويست، المتحدة                           |
| 7      | مطار سياتل تاكوما الدولي      | 842,000   | آلاسكا، دلتا، فرونتير، ساوث ويست، المتحدة             |
| 8      | مطار منيابولس سانت بول الدولي | 802,000   | دلتا، فرونتير، ساوث ويست، سيبريت، بلاد الشمس، المتحدة |
| 9      | مطار دالاس فورت ورث الدولي    | 800,000   | الأمريكية، فرونتير، ساوث ويست، المتحدة                |
| 10     | مطار جورج بوش الدولي          | 796,000   | فرونتير، ساوث ويست، سيبريت، المتحدة                   |

| الرتبة | المطار                     | الركاب  | الناقل                      |
| ------ | -------------------------- | ------- | --------------------------- |
| 1      | Cancún، Mexico             | 642,967 | فرونتير، ساوث ويست، المتحدة |
| 2      | مطار فرانكفورت             | 277,864 | لوفتهانزا، المتحدة          |
| 3      | مطار لندن هيثرو            | 264,649 | البريطانية، المتحدة         |
| 4      | San José del Cabo، Mexico ‏ | 240,387 | فرونتير، ساوث ويست، المتحدة |
| 5      | Puerto Vallarta، Mexico ‏   | 204,418 | فرونتير، ساوث ويست، المتحدة |
| 6      | مطار فانكوفر الدولي        | 203,397 | طيران كندا، المتحدة         |
| 7      | مطار تورونتو بيرسون الدولي | 194,036 | طيران كندا، المتحدة         |
| 8      | مطار ميونخ الدولي          | 186,921 | لوفتهانزا، المتحدة          |
| 9      | مطار بينيتو خواريز الدولي  | 183,100 | المكسيكية، فولاريس          |
| 10     | مطار كالغاري الدولي        | 162,844 | المتحدة، ويست جيت           |

### عدد الركاب
شاهد source Wikidata query and sources.
| السنة | المسافرون  | السنة | المسافرون  | السنة | المسافرون  |
| ----- | ---------- | ----- | ---------- | ----- | ---------- |
| 1995  | 31,067,498 | 2005  | 43,387,369 | 2015  | 54,014,502 |
| 1996  | 32,296,174 | 2006  | 47,326,506 | 2016  | 58,266,515 |
| 1997  | 34,969,837 | 2007  | 49,863,352 | 2017  | 61,379,396 |
| 1998  | 36,831,400 | 2008  | 51,245,334 | 2018  | 64,494,613 |
| 1999  | 38,034,017 | 2009  | 50,167,485 | 2019  | 69,015,703 |
| 2000  | 38,751,687 | 2010  | 51,985,038 | 2020  | 33,741,129 |
| 2001  | 36,092,806 | 2011  | 52,849,132 | 2021  | 58,828,552 |
| 2002  | 35,652,084 | 2012  | 53,156,278 | 2022  | 69,286,461 |
| 2003  | 37,505,267 | 2013  | 52,556,359 |       |            |
| 2004  | 42,275,913 | 2014  | 53,472,514 |       |            |

### أكبر الشركات
| الرتبة | الناقل                | الركاب     | الحصة  |
| ------ | --------------------- | ---------- | ------ |
| 1      | الخطوط الجوية المتحدة | 23,112,000 | 35.97% |
| 2      | خطوط ساوث ويست الجوية | 20,552,000 | 31.99% |
| 3      | خطوط فرونتير الجوية   | 6,493,000  | 10.10% |
| 4      | SkyWest Airlines      | 6,013,000  | 9.36%  |
| 5      | خطوط دلتا الجوية      | 3,060,000  | 4.76%  |
| 6      | آخرى                  | 5,025,000  | 7.82%  |

## وصلات خارجية
- مطار دنفر الدولي، الموقع الرسمي
- مطار دنفر الدولي على موقع إدارة النقل بولاية كولورادو(CDOT)
- نظام مناولة الحقائب بمطار دنفر نسخة محفوظة 16 مايو 2008 على موقع واي باك مشين.